# Urodidae
Urodidae (лат.) — семейство чешуекрылых.

## Описание
Мелкие или средних размеров бабочки, с размахом крыльев 11—37 мм, серого цвета или с мелкими пестринами на крыльях. Гусеницы кормятся на: Lauraceae, Fagaceae (Quercus), Sapotaceae, Erythroxylaceae (Erythroxylum).
Известные личинки образуют сетчатый кокон, который обычно атипичен для чешуекрылых и обнаружен также только у молей Schreckensteiniidae, Plutellidae и Choreutidae.

## Систематика
Вместе с семейством Ustyurtiidae образует надсемейство Urodoidea и сближается с такими молевидными бабочками как Schreckensteiniidae (Schreckensteinioidea). Первоначально Urodidae включали в надсемейство Yponomeutoidea, но в 1988 году были выделены в собственное надсемейство Urodoidea, в которое в 2020 году добавили семейство Ustyurtiidae.

### Роды
Включает 8 родов и около 50 видов. Представитель одного из них — Wockia asperipunctella — обитает в Европе.
- Anchimacheta Walsingham, 1914 (или в составе Spiladarcha)[3]
- Anomalomeuta Sohn, 2013[4]
- Geoesthia Sohn, 2014
- Glaucotunica Sohn, 2014[5]
- Incawockia Heppner, 2010[6]
- Spiladarcha Meyrick, 1913
- Urodus Herrich-Schäffer, 1854
  - =Aperla Walker, 1856
  - =Paratiquadra Walsingham, 1897
  - =Pexicnemidia Möschler, 1890
  - =Trichostibas Zeller, 1863
- Wockia Heinemann, 1870[7]
  - =Patula Bruand, 1850
  - =Pygmocrates Meyrick, 1932

### Список видов
- Spiladarcha capnodes (Walsingham, 1914)
- Spiladarcha derelicta Meyrick, 1913
- Spiladarcha iodes (Walsingham, 1914)
- Spiladarcha tolmetes (Walsingham, 1914)
- Urodus amphilocha Meyrick, 1923
- Urodus aphanoptis Meyrick, 1930
- Urodus aphrogama Meyrick, 1936
- Urodus auchmera Walsingham, 1914
- Urodus brachyanches Meyrick, 1931
- Urodus calligera Zeller, 1877
- Urodus carabopa Meyrick, 1925
- Urodus chiquita Busck, 1910
- Urodus chrysoconis Meyrick, 1932
- Urodus costaricae Busck, 1910
- Urodus cumulata Walsingham, 1914
- Urodus cyanombra Meyrick, 1913
- Urodus cyclopica Meyrick, 1930
- Urodus decens Meyrick, 1925
- Urodus distincta Strand, 1911
- Urodus favigera Meyrick, 1913
- Urodus fonteboae Strand, 1911
- Urodus forficulella (Walsingham, 1897)
- Urodus fulminalis Meyrick, 1931
- Urodus fumosa (Zeller, 1863)
- Urodus hephaestiella (Zeller, 1877)
- Urodus hexacentris Meyrick, 1931
- Urodus imitans Felder, 1875
- Urodus imitata Druce, 1884
- Urodus iophlebia Zeller, 1877
- Urodus isoxesta Meyrick, 1932
- Urodus isthmiella Busck, 1910
- ?Urodus lissopeda (Meyrick, 1932)
- Urodus lithophaea Meyrick, 1913
- Urodus marantica Walsingham, 1914
- Urodus merida Strand, 1911
- Urodus mirella (Möschler, 1890)
- Urodus modesta Druce, 1884
- Urodus niphatma Meyrick, 1925
- Urodus opticosema Meyrick, 1930
- Urodus ovata Zeller, 1877
- Urodus pallidicostella Walsingham, 1897
- Urodus pamporphyra Meyrick, 1936
- Urodus parvula Edwards, 1881
- Urodus perischias Meyrick, 1925
- Urodus porphyrina Meyrick, 1932
- Urodus praetextata Meyrick, 1913
- Urodus procridias Meyrick, 1936
- Urodus pulvinata Meyrick, 1923
- Urodus sanctipaulensis Strand, 1911
- Urodus scythrochalca Meyrick, 1932
- Urodus sordidata Zeller, 1877
- Urodus spumescens Meyrick, 1925
- Urodus staphylina Meyrick, 1932
- Urodus subcaerulea Dognin, 1910
- Urodus sympiestis Meyrick, 1925
- Urodus tineiformis (Walker, 1856)
- Urodus transverseguttata Zeller, 1877
- Urodus triancycla Meyrick, 1931
- Urodus venatella Busck, 1910
- Urodus xiphura Meyrick, 1931
- Wockia asperipunctella Bruand, 1850
  - =Wockia funebrella Heinemann, 1870